# Edward Nalbandjan
Edward Nalbandjan, orm. Էդվարդ Նալբանդյան (ur. 16 lipca 1956 w Erywaniu) – ormiański dyplomata i polityk, ambasador, od 2008 minister spraw zagranicznych.

## Życiorys
W 1978 ukończył studia magisterskie w Moskiewskim Państwowym Instytucie Stosunków Międzynarodowych, a w 1988 studia podyplomowe w Instytucie Orientalistycznym Akademii Nauk ZSRR. Posiada stopień kandydata nauk w zakresie stosunków międzynarodowych.
Po ukończeniu studiów podjął pracę w radzieckiej służbie dyplomatycznej. W latach 1978–1983 pracował w Ambasadzie ZSRR w Libanie, a od 1983 do 1986 w centrali MSZ. W kolejnych latach pracował w Ambasadzie ZSRR, a następnie Federacji Rosyjskiej w Kairze na stanowisku radcy.
W latach 1992–1993 kierował przedstawicielstwem dyplomatycznym Armenii w Egipcie jako Chargé d’affaires. Od 1994 pełnił funkcję Ambasadora Republiki Armenii w Egipcie, akredytowanego również w Maroku i Omanie. W 1999 został ambasadorem w Paryżu, od 2000 był akredytowany także w Izraelu, a od 2004 w Andorze. W grudniu 2006 został przedstawicielem Prezydenta Armenii przy Międzynarodowej Organizacji Frankofonii.
W kwietniu 2008 otrzymał nominację na stanowisko ministra spraw zagranicznych.
Jest autorem prac naukowych z dziedziny orientalistyki i stosunków międzynarodowych.